# Guy Granville Simonds
Guy Granville Simonds, kanadski general, * 1903, † 1974.